# Scherzo (musica)
Lo scherzo è una forma musicale.
Dopo le prime apparizioni nei quartetti di Joseph Haydn, a partire da Ludwig van Beethoven lo scherzo viene normalmente a costituire il terzo movimento — in ritmo per lo più ternario (34 o 38) — di una sonata, una sinfonia o una composizione strumentale da camera (per esempio un quartetto per archi). Lo scherzo sostituisce così il minuetto, una danza anch'essa in 34, che era stata inserita nel quintetto da Luigi Boccherini, nella sinfonia e nella sonata classica da Joseph Haydn e Wolfgang Amadeus Mozart.
Rispetto al minuetto, lo scherzo è di solito più veloce: Allegro, Vivace o Presto. La sua forma è tripartita (ABA), dove la sezione centrale, chiamata trio, ha spesso tonalità diversa e carattere contrastante, in genere più lirico. Esistono anche esempi di scherzi a cinque parti: ABABA (Beethoven, Sinfonie n. 4, 6 e 7) o, specialmente nel periodo romantico, ABACA.
Lo scherzo punta di solito all'arguzia, alla giocosità e tende ad alleggerire la tensione tra il movimento lento e il finale, distendendo la concentrazione richiesta all'ascoltatore durante i primi due movimenti. Nonostante ciò, può assumere tratti drammatici e persino grotteschi (come in Gustav Mahler e Dmitrij Šostakovič). Nelle prime tre sinfonie, Johannes Brahms rinunciò addirittura allo scherzo di stampo beethoveniano per inserire composizioni che, pur mantenendo la struttura dello scherzo, hanno tempo moderato e carattere elegiaco.
Eccezionalmente, se il primo movimento di una sinfonia o di una sonata e il successivo tempo lento acquistano proporzioni e impegno eccessivi, lo scherzo può diventare il secondo movimento, dando così maggior equilibrio all'opera. È il caso, ad esempio, della sinfonia n. 9 di Beethoven, della n. 2 di Schumann e della n. 4 di Mahler.
Con i suoi scherzi pianistici, Fryderyk Chopin ha invece trasfigurato e stravolto la forma tradizionale, creando organismi musicali imponenti, nuovi per struttura e linguaggio.